# Pseudolampona warrandyte
Pseudolampona warrandyte là một loài nhện trong họ Lamponidae. Loài này được phát hiện ở het zuidoosten van Australië.